# Подгорный Дрюш
Подгорный Дрюш — деревня в Тукаевском районе Татарстана. Входит в состав Стародрюшского сельского поселения.

## География
Находится в северо-восточной части Татарстана на расстоянии приблизительно 19 км на юг по прямой от районного центра города Набережные Челны.

## История
Основана в первой половине XVIII века. В начале XX века упоминалось о наличии мечети и мектеба.
По сведениям переписи 1897 года, в деревне Тавлы Дрюш (Подгорный Дрюш, Малый Дрюш)  Мензелинского уезда Уфимской губернии жили 847 человек (422 мужчины и 425 женщин), все мусульмане.

## Население
Постоянных жителей было: в 1834—273, в 1859—508, в 1870—608, в 1897—847, в 1920—756, в 1926—419, в 1938—492, в 1949—370, в 1958—300, в 1970—225, в 1979—165, в 1989—108, 114 в 2002 году (татары 97 %), 107 в 2010.